# Фейн
Фейн (англ. Santry, ирл. Abhainn Sheantraibh) — река в Ирландии, берущая начало в Лох-Росс, на границе графств Монахан и Арма. Затем она течёт на восток в сторону залива Дандолк, протекая через поселения Инишкин, Нокбридж и Талланстаун до впадения в залив у Блэкрока, графство Лаут.